# فرودگاه شهری تانتون
فرودگاه شهری تانتون  (به انگلیسی: Taunton Municipal Airport) (به زبان بومی: King Field) یک فرودگاه همگانی بهره‌برداری هوایی است که یک باند فرود آسفالت دارد و طول باند آن ۱۰۶۷ متر است. این فرودگاه در کشور ایالات متحده آمریکا قرار دارد و در ارتفاع ۱۳ متری از سطح دریا واقع شده است.